# Danny Guthrie
Daniel Guthrie (Shrewsbury, 18 aprile 1987) è un ex calciatore inglese, di ruolo centrocampista.